# Bretignolles
Bretignolles is een gemeente in het Franse departement Deux-Sèvres (regio Nouvelle-Aquitaine) en telt 602 inwoners (1999). De plaats maakt deel uit van het arrondissement Bressuire.

## Geografie
De oppervlakte van Bretignolles bedraagt 13,1 km², de bevolkingsdichtheid is 46,0 inwoners per km².
De onderstaande kaart toont de ligging van Bretignolles met de belangrijkste infrastructuur en aangrenzende gemeenten.

## Demografie
Onderstaande figuur toont het verloop van het inwonertal (bron: INSEE-tellingen).